# Conrad F. Geier
Conrad F. Geier (* 1958 in Berlin) ist ein deutscher Schauspieler.

## Leben
Von 1983 bis 1987 absolvierte er seine Schauspielausbildung an der Hochschule für Schauspielkunst Ernst Busch mit dem  Abschlussdiplom und der Bühnenreife. Seit Ende der 1980er-Jahre hat er in einer Reihe von TV-Produktionen insbesondere im Genre Krimi und in Filmen mitgewirkt.

## Filmografie
- 1989: Die gläserne Fackel (Miniserie)
- 1989: Rita von Falkenhain (Fernsehserie, 1 Folge)
- 1993: Tatort – Berlin – beste Lage (Fernsehreihe)
- 1997: Röpers letzter Tag (Fernsehfilm)
- 1997: Tatort – Schlüssel zum Mord
- 1997–2001: Rosa Roth (Fernsehreihe, 2 Folgen)
- 1998: Der dreckige Tod (Fernsehfilm)
- 1998: Ein Mord für Quandt (Fernsehserie, 1 Folge)
- 1998: A.S. (Fernsehserie, 1 Folge)
- 1998: Tatort – Der zweite Mann
- 2001: Tatort – Der lange Arm des Zufalls
- 2002: Zimmer der Angst (Fernsehfilm)
- 2002: Die Anstalt – Zurück ins Leben (Fernsehserie, 1 Folge)
- 2004: Berlin, Berlin (Fernsehserie, 1 Folge)
- 2004: (T)Raumschiff Surprise – Periode 1 – Regie: Michael Herbig
- 2004: Einmal Bulle, immer Bulle (Fernsehserie, 1 Folge)
- 2004: Eine zweimalige Frau (Fernsehfilm)
- 2004: Hinter Gittern – Der Frauenknast (Fernsehserie, 2 Folgen)
- 2004: SOKO München (Fernsehserie, 1 Folge)
- 2004–2005: Sabine! (Fernsehserie, 11 Folgen)
- 2005: SOKO Leipzig (Fernsehserie, 1 Folge)
- 2005: Speer und Er (Fernsehserie, 1 Folge)
- 2005–2006: Küstenwache (Fernsehserie, 2 Folgen)
- 2006–2008: SOKO Wismar (Fernsehserie, 2 Folgen)
- 2007: Video Kings – Regie: Daniel Acht
- 2007: Post Mortem (Fernsehserie, 1 Folge)
- 2007: Leroy – Regie: Armin Völckers
- 2007: Die Wehrmacht – Eine Bilanz (Fernsehserie)
- 2009: Notruf Hafenkante (Fernsehserie, Folge: Jasmins Fall)
- 2009: Die Entbehrlichen – Regie: Andreas Arnstedt
- 2010: Allein gegen die Zeit (Fernsehserie, 13 Folgen)
- 2010: St. Christophorus: Roadkill (Kurzfilm)
- 2011: Danni Lowinski (Fernsehserie, 1 Folge)
- 2013: Verbrechen nach Ferdinand von Schirach
- 2016: Tatort – Der hundertste Affe
- 2018: Morden im Norden – Filmriss
- 2021: Die Diplomatin – Mord in St. Petersburg